# 疏穗马先蒿
疏穗马先蒿（学名：Pedicularis laxispica）是列当科马先蒿属的植物，是中国的特有植物。分布于中国大陆的云南等地，生长于海拔3,200米至4,100米的地区。